# NGC 3362
NGC 3362 ist eine Spiralgalaxie vom Hubble-Typ Sc im Sternbild Löwe auf der Ekliptik. Sie ist schätzungsweise 365 Millionen Lichtjahre von der Milchstraße entfernt.
Das Objekt wurde am 22. März 1865 von Albert Marth entdeckt.
Am 3. März 2001 wurde hier die Supernova SN 2001Y entdeckt.